# EYA2
EYA2‏ (EYA transcriptional coactivator and phosphatase 2) هوَ بروتين يُشَفر بواسطة جين EYA2 في الإنسان.